# Eppie Bleeker
Eppie Bleeker (ur. 5 maja 1949 w Bolsward) – holenderski łyżwiarz szybki, dwukrotny medalista mistrzostw świata.

## Kariera
Pierwszy sukces w karierze Eppie Bleeker osiągnął w 1973 roku, kiedy wywalczył brązowy medal podczas mistrzostw świata w wieloboju sprinterskim w Oslo. W zawodach tych wyprzedzili go jedynie Walerij Muratow z ZSRR oraz kolejny Holender, Jos Valentijn. Wynik ten powtórzył na rozgrywanych rok później mistrzostwach świata w Innsbrucku, gdzie lepsi byli Norweg Per Bjørang oraz Masaki Suzuki z Japonii. W tej samej konkurencji był też siódmy na mistrzostwach świata w Göteborgu w 1975 roku i mistrzostwach świata w Alkmaar w 1977 roku. W latach 1974 i 1975 zdobywał mistrzostwo Holandii w sprincie. Nigdy nie wystąpił igrzyskach olimpijskich. W 1979 roku zakończył karierę.